# Manuel de Copons i d'Esquerrer
Manuel de Copons i d'Esquerrer was de 119de president van de Generalitat de Catalunya in Catalonië van 1707 tot 1710, tijdens de Spaanse Successieoorlog. Hij was kamerling van het klooster Sant Esteve van Banyoles Hij werd aangesteld op 22 juli 1707.
Hij was een jongere zoon uit een oude adellijke familie. Zijn vader, Jacint de Copons i de Gay, en later zijn oudste broer Josep waren respectievelijk de 5de en de 6de heer van de heerlijkheid van Malmercat (Soriguera). Tijdens zijn triënnium onderging Catalonië het Beleg van Lleida en Tortosa door de legers van Filips V van Spanje. De Malmercats waren tegenstrevers van de expansiepolitiek van Filips V en hadden derhalve na de val van Barcelona op 11 september 1714 zwaar te lijden onder represailles. Door de steun van de Oostenrijkse Karel VI kon Catalonië zich tijdens het mandaat van Manuel de Copons voorlopig nog handhaven in de Spaanse Successieoorlog.
Na zijn mandaat als president van de Generalitat keerde hij terug naar zijn functie als kamerheer van het klooster van Banyoles.